# Jean-Pierre Schneider
Pour les articles homonymes, voir Schneider.
Jean Pierre Schneider est un peintre et scénographe français né le 24 juillet 1946 à Paris.

## Biographie
Diplômé de l'école des beaux-arts de Lille, Jean-Pierre Schneider a longtemps exploré la peinture abstraite ou « sans sujet » comme il préfère le dire. Riche de cette expérience, il renoue à partir du milieu des années 2000 avec le sujet, élément qui « met en mouvement la peinture » sans prendre le dessus, sa préoccupation principale restant avant tout et toujours « le territoire de la peinture ».
Schneider expose depuis 1969 à Paris, en province et à l'étranger. Il vit et travaille à Paris et Moutiers-en-Puisaye.

## Expositions
- 2025 : « Les vies immobiles, le corps et les paysages »[3], Grand Manège Rochambeau, Vendôme[4]
- 2022 : « Les femmes et la mer » (Comme s’il ne manquait rien…[5]), galerie Berthet-Aittouarès, Paris
- 2021 :
  - « À Rembrandt », galerie Univer/Colette Colla, Paris
  - « À Caravage » et « Presqu'île », galerie Pome Turbil, Thonon-les-Bains
- 2019 : Château de Ratilly (Yonne), avec Geoffroy de Montpellier
- 2018 : 
  - « Peinture silencieuse », galerie Univer/Colette Colla[6], Paris
  - « Face à la mer », galerie Univer/Colette Colla[7], Paris
- 2016 : 
  - « Quatuor », abbaye de Beaulieu-en-Rouergue[8]
  - Gery Art Gallery, Bruxelles
- 2015 : 
  - Musée Ar(t)senal, Dreux[9]
  - Musée d'Art et d'Histoire Romain Rolland, Clamecy[10]
- 2013 :
  - Musée, Vendôme
  - Gery Art Gallery, Namur
  - « De terre et d'eau », galerie Berthet-Aittouarès[11]
- 2011 : Villa dei Cedri, Bellinzona
- 2010 : Grand Théâtre d'Angers - avec Étienne Viard[12]
- 2008 :
  - Festival du Premier roman, Galerie du Larith, Chambéry
  - Galerie Berthet-Aittouarès, Paris
- 2007 :
  - Rencontres contemporaines avec Olivier Giroud, Treigny (Yonne)
  - Galerie Pome Turbil, Thonon-les-Bains
- 2006 :
  - Galerie Uhde, Toulouse
  - Galerie Pome Turbil-Jacques, Thonon-les-Bains
  - Exposition autour d’une chapelle avec Francis Limérat
  - Galerie Sabine Puget à château Barras (Var)
  - Établissement Marengo-Jolimont, Toulouse
  - Rencontres contemporaines avec Olivier Giroud, Treigny (Yonne)
  - Galerie Adama, Bordeaux
  - Galerie Patrick Gauthier, Quimper
  - Bibliothèque de Thionville avec Cheyne-Editeur
  - Librairie Ombres blanches à Toulouse avec Cheyne Editeur
- 2005 :
  - Galerie Arts et Lettres, Vevey
  - Galerie Artemisia, Paris
  - Théâtre national de Saintes
- 2004 :
  - Galerie Artemisia, Paris
  - Galerie Art/Espace, Thonon-les-Bains
  - Galerie La Passerelle des Arts, Lectoure
  - Cheyne Editeur, Le Chambon-sur-Lignon
  - Galerie Patrick Gauthier, Quimper
- 2003 :
  - Centre d'Arts Plastiques, Royan
  - Galerie Sabine Puget, Paris
  - Galerie Art/Espace, Thonon-les-Bains
  - Abbaye aux Dames de Saintes
  - ArtParis, Galerie Sabine Puget, Paris
  - Galerie Simon Blais, Montréal
- 2001 :
  - Galerie Art/Espace, Thonon-les-Bains
  - Galerie Sabine Puget, Paris
  - École supérieure des arts et de la communication, Pau
- 2000 :
  - Théâtre de Chartres (Festival Danse au Cœur)
  - Academia de Bellas Artes, Sabadell
  - Ancien Carmel de Tarbes
- 1999 :
  - « À corps », galerie Sabine Puget[13], texte de Daniel Dobbels, Paris
  - « Lieux dits », galerie Bruno Delarue[13], texte de Daniel Dobbels, Paris
  - Galerie J.E. Bernard, Avignon
- 1998 :
  - Alliance française, Sabadell
  - Maison de la culture du Japon, Paris pour une lecture d'un poème d'Hisashi Okuyama (édition d'un livre) lu par Michael Lonsdale et F. Thuries
  - Cheyne éditeur, Le Chambon-sur-Lignon
  - Galerie Art/Espace, Thonon-les-Bains
- 1997 : Galerie Bruno Delarue, Étretat
- 1996 :
  - Vers la blancheur, Galerie Jacob, Paris
  - Galerie Lise et Henri de Menthon, Paris
- 1995 : Galerie Anne Bourdier, Rouen
- 1994 :
  - Maison des Arts, Évreux
  - Galerie Anne Bourdier, Rouen
  - Galerie Lise et Henri de Menthon, Paris
- 1993 : Maison des arts, Conches
- 1992 :
  - Galerie Anne Bourdier, Rouen
  - Galerie Lise et Henri de Menthon, Paris
- 1991 : Centre d'art contemporain de Jouy-sur-Eure
- 1990 :
  - Maison Mansart, Paris
  - Galerie C. Ehgner, Paris
- 1989 :
  - Galerie du manoir, La Chaux-de-Fonds
  - Galerie J. Debaigts, Paris
- 1988 :
  - Academia de Bellas Artes et Galerie Negre, Sabadell
  - Prieuré de Grandgourt
- 1987 : Galerie Chapon, Bordeaux
- 1986 : Exposition chez Paul Bigo, Les Andelys
- 1975 : Galerie Frère, Le Havre
- 1974 : Société Ricard, Rouen
- 1969 : Théâtre de Carcassonne

## Publications
- Jean-Pierre Schneider, « Que lisez-vous ? » : « Les mots qui vont surgir », revue L'Atelier contemporain, n° 2, printemps 2014

### Illustration de livres
- Daniel de Montmollin, Le Repos du potier, éditions Fata Morgana, 2017
- Christophe Fourvel, Tant de silences, éditions L'Atelier contemporain, 2016

#### Catalogues d'exposition
- Les vies immobiles, le corps et les paysages, exposition au Grand Manège Rochambeau, Vendôme, 2025 ; édition Territoires Vendômois, galerie Univer/Colette Colla  (ISBN 978-2-4912-2509-4)

### Radio
- « Faire la moitié du chemin. Ma rencontre avec le peintre Jean-Pierre Schneider », sur radiofrance.fr, 28 septembre 2024.